# 赖谢瑙 (克恩顿州)
赖谢瑙（德語：Reichenau）是奥地利克恩顿州费尔德基兴县的一个市镇。总面积114.17平方公里，总人口2019人，人口密度17.7人/平方公里（2005年）。